# ChromeOS
Hệ điều hành Chrome, hay được gọi là ChromeOS, đây là một trên hệ điều hành dựa trên Linux phát triển bởi Google. Nó có nguồn gốc từ ChromeOS mã và sử dụng trình duyệt web Google Chrome chính làm giao diện người dùng.
Google công bố dự án vào tháng 7 năm 2009, ban đầu nó như một hệ điều hành nơi các ứng dụng và dữ liệu người dùng sẽ lưu trên đám mây. ChromeOS được sử dụng chủ yếu để chạy  các ứng dụng web thông qua trình duyệt Chrome phiên bản PC.
Tất cả các phiên bản ChromeOS và ChromeOS đều hỗ trợ  các ứng dụng web cấp cao (chẳng hạn như Google Docs hoặc Microsoft Office 365), cũng như các tiện ích mở rộng trình duyệt web (có thể giống với các ứng dụng gốc). ChromeOS từ 2016 trở đi cũng có thể chạy  các ứng dụng Android  từ Google Play  . Kể từ năm 2018, ChromeOS/ChromeOS phiên bản 69 trở đi cũng hỗ trợ các ứng dụng Linux, được thực thi trong một  máy ảo nhẹ với  môi trường Debian 

## Lịch sử hình thành và phát triển chromeOS
Để xác định các yêu cầu tiếp thị, các nhà phát triển đã dựa vào các số liệu không chính thức, bao gồm cả việc giám sát thói quen sử dụng của 200 máy được nhân viên Google sử dụng. Các nhà phát triển cũng lưu ý cách sử dụng của riêng họ. [13]
ChromeOS ban đầu được thiết kế dành cho các thiết bị phụ như netbook chứ không phải dành cho PC chính của người dùng. [14] [15] Google đã yêu cầu các đối tác phần cứng của mình sử dụng ổ đĩa thể rắn "vì lý do hiệu suất và độ tin cậy" [16] cũng như các yêu cầu về dung lượng thấp hơn vốn có trong một hệ điều hành truy cập các ứng dụng và hầu hết dữ liệu người dùng trên các máy chủ từ xa. Vào tháng 11 năm 2009, Matthew Papakipos, giám đốc kỹ thuật của ChromeOS, đã thông báo rằng ChromeOS sẽ chỉ hỗ trợ bộ nhớ thể rắn (tức là không phải ổ cứng cơ học) và lưu ý rằng ChromeOS chỉ yêu cầu dung lượng ổ đĩa bằng 1/60 so với Windows 7 . [17] Mười năm sau, vào năm 2019, các hình ảnh khôi phục mà Google cung cấp cho ChromeOS vẫn chỉ có dung lượng từ 1 đến 3 GB. [18]
Vào ngày 19 tháng 11 năm 2009, Google phát hành mã nguồn của ChromeOS dưới dạng dự án ChromeOS . [19] Tại cuộc họp báo ngày 19 tháng 11 năm 2009, Sundar Pichai – lúc đó là phó chủ tịch Google giám sát Chrome – đã trình diễn phiên bản đầu tiên của hệ điều hành. Anh ấy đã xem trước một máy tính để bàn trông rất giống với trình duyệt Chrome trên máy tính để bàn và ngoài các tab trình duyệt thông thường còn có các tab ứng dụng, chiếm ít không gian hơn và có thể được ghim để truy cập dễ dàng hơn. Tại hội nghị, hệ điều hành khởi động trong bảy giây, thời gian mà Google cho biết sẽ giảm bớt. [16] [14] [20] [21] Ngoài ra, Chris Kenyon, phó chủ tịch dịch vụ OEM tại Canonical Ltd , đã thông báo rằng Canonical đang có hợp đồng đóng góp tài nguyên kỹ thuật cho dự án với mục đích xây dựng dựa trên các thành phần và công cụ nguồn mở hiện có nếu khả thi. [22]
Canonical là đối tác kỹ thuật ban đầu của dự án, [22] và ban đầu ChromeOS chỉ có thể được xây dựng trên hệ thống Ubuntu . Vào tháng 2 năm 2010, nhóm phát triển ChromeOS chuyển sang Gentoo Linux vì hệ thống quản lý gói Portage của Gentoo linh hoạt hơn. [23] Môi trường xây dựng ChromeOS không còn bị giới hạn ở bất kỳ bản phân phối cụ thể nào nữa nhưng hướng dẫn cài đặt và bắt đầu nhanh sử dụng của Debian (và do đó cũng là của Ubuntu) cú pháp apt .

### Chromebook đời đầu (2010)
Năm 2010, Google phát hành Chromebook Cr-48 không có thương hiệu trong một chương trình thí điểm. Ngày ra mắt phần cứng bán lẻ có ChromeOS bị trì hoãn từ cuối năm 2010 cho đến năm sau.
Vào ngày 11 tháng 5 năm 2011, Google đã công bố hai chiếc Chromebook của  Acer  và  Samsung  tại  Google I/O  . Mẫu Samsung được phát hành vào ngày 15 tháng 6 năm 2011 và mẫu Acer vào giữa tháng 7. Vào tháng 8 năm 2011,  Netflix  đã công bố hỗ trợ chính thức cho ChromeOS thông qua dịch vụ phát trực tuyến của mình, cho phép Chromebook xem phim và chương trình truyền hình trực tuyến qua Netflix.   Vào thời điểm đó, các thiết bị khác phải sử dụng  Microsoft Silverlight  để phát video từ Netflix. Cuối tháng đó,  Citrix  đã phát hành ứng dụng khách dành cho ChromeOS, cho phép Chromebook truy cập  các ứng dụng Windows  và máy tính để bàn từ xa. Đại học Thành phố Dublin đã trở thành tổ chức giáo dục đầu tiên ở Châu Âu cung cấp Chromebook cho sinh viên của mình khi trường công bố thỏa thuận với Google vào tháng 9 năm 2011.

### Mở rộng (2012)
Đến năm 2012, nhu cầu về Chromebook bắt đầu tăng lên và Google đã công bố một loạt thiết bị mới do Samsung thiết kế và sản xuất.  đầu tiên   Khi làm như vậy, họ cũng đã phát hành Chromebox  , Samsung Series 3, là lối vào của ChromeOS vào thế giới máy tính để bàn. Mặc dù chúng nhanh hơn các loại thiết bị trước đó nhưng chúng vẫn kém mạnh so với các máy tính để bàn và máy tính xách tay khác vào thời điểm đó, phù hợp hơn với thị  trường Netbook  .   Chỉ vài tháng sau, vào tháng 10, Samsung và Google đã phát hành Chromebook mới với mức giá thấp hơn đáng kể ($250, so với $450 của Chromebook Series 5 trước đó). Đây là chiếc Chromebook đầu tiên sử dụng  bộ xử lý ARM  , một bộ xử lý thuộc  dòng Exynos  của Samsung .   Để giảm giá, Google và Samsung cũng giảm bộ nhớ và độ phân giải màn hình của máy.   Tuy nhiên, lợi thế của việc sử dụng bộ xử lý ARM là Chromebook không cần quạt.   Acer nhanh chóng theo sau với C7 Chromebook, thậm chí có giá thấp hơn (199 USD) nhưng có bộ xử lý Intel  Celeron  . Một cách đáng chú ý là Acer đã giảm giá thành của C7 là sử dụng  ổ cứng  máy tính xách tay thay vì  ổ cứng thể rắn  .
Vào tháng 4 năm 2012, Google thực hiện bản cập nhật đầu tiên cho giao diện người dùng ChromeOS kể từ khi hệ điều hành này ra mắt, giới thiệu trình quản lý cửa sổ được tăng tốc phần cứng có tên "Aura" cùng với thanh tác vụ thông thường.  Các bổ sung này đánh dấu sự khác biệt so với khái niệm ban đầu của hệ điều hành về một trình duyệt duy nhất có các tab và mang lại cho ChromeOS giao diện của một hệ điều hành máy tính để bàn thông thường hơn.  Frederic Lardinois viết trên TechCrunch: "Theo một cách nào đó, điều này gần như có cảm giác như thể Google đang thừa nhận thất bại ở đây".  Ông lập luận rằng Google đã đánh đổi phiên bản đơn giản ban đầu của mình để có được chức năng tốt hơn.  "Tuy nhiên, đó không hẳn là một điều xấu và có thể chỉ giúp ChromeOS được chấp nhận rộng rãi hơn vì người dùng mới chắc chắn sẽ thấy đây là một trải nghiệm quen thuộc hơn."  Lenovo  và  HP  đã theo chân Samsung và Acer trong việc sản xuất Chromebook vào đầu năm 2013 với mẫu mã của riêng họ. Lenovo đặc biệt nhắm mục tiêu Chromebook của họ đến sinh viên, đưa ra thông cáo báo chí tiêu đề của họ là "Lenovo giới thiệu Chromebook ThinkPad chắc chắn dành cho trường học".
Khi Google phát hành  Google Drive  , họ cũng tích hợp Drive vào ChromeOS phiên bản 20, phát hành vào tháng 7 năm 2012. Mặc dù ChromeOS đã hỗ trợ Flash từ năm 2010, vào cuối năm 2012, nó đã được  đóng hộp cát  hoàn toàn , ngăn sự cố với Flash ảnh hưởng đến các phần khác của ChromeOS. Điều này ảnh hưởng đến tất cả các phiên bản Chrome bao gồm cả ChromeOS.

### Chromebook Pixel (2013)
Bài chi tiết:  Chromebook Pixel
Cho đến năm 2013, Google chưa bao giờ sản xuất thiết bị ChromeOS của riêng mình.   Thay vào đó, các thiết bị ChromeOS giống với  dòng điện thoại Android Nexus  hơn nhiều, với mỗi thiết bị ChromeOS được thiết kế, sản xuất và tiếp thị bởi các nhà sản xuất bên thứ ba nhưng do Google kiểm soát phần mềm.   Tuy nhiên, vào tháng 2 năm 2013, điều này đã thay đổi khi Google phát hành  Chromebook Pixel  . Chromebook Pixel hoàn toàn khác với các thiết bị trước đó.   Nó không chỉ hoàn toàn mang nhãn hiệu Google mà còn có  bộ xử lý Intel i5  , màn hình cảm ứng độ phân giải cao (2.560 × 1.700) và có mức giá cạnh tranh hơn với máy tính xách tay dành cho doanh nhân.

### 2013 đến nay
Đến cuối năm 2013, các nhà phân tích vẫn chưa quyết định về tương lai của ChromeOS.  Mặc dù đã có những bài báo dự đoán về sự sụp đổ của ChromeOS từ năm 2009, Doanh số bán thiết bị ChromeOS tiếp tục tăng đáng kể qua từng năm.   Vào giữa năm 2014,  tạp chí Time  đã xuất bản một bài báo có tiêu đề "Tùy thuộc vào người đếm, Chromebook là một cú hích lớn hoặc hoàn toàn không liên quan", trong đó nêu chi tiết những khác biệt về quan điểm. Sự không chắc chắn này càng được thúc đẩy bởi  thông báo của Intel  trên nền Intel  về Chromebook  ,  Chromebox chạy  và sản phẩm tất cả trong một của LG có tên là  Chromebase  .
Nắm bắt cơ hội được tạo ra khi  Windows XP  sắp hết tuổi thọ , Google đã đẩy mạnh việc bán Chromebook cho các doanh nghiệp, đưa ra những đợt giảm giá đáng kể vào đầu năm 2014.
Các thiết bị ChromeOS bán chạy hơn Apple Mac trên toàn thế giới trong năm 2020.
của ChromeOS Kể từ tháng 7 năm 2021, bộ điều khiển nhúng  đã được thay đổi để dựa trên một nhánh do Google duy trì của  Zephyr  , một hệ điều hành thời gian thực.

### Cạnh tranh Pwni
Vào tháng 3 năm 2014, Google đã tổ chức một cuộc thi hack dành cho các chuyên gia bảo mật máy tính mang tên "Pwnium".   Tương tự như  cuộc thi Pwn2Own  , họ đã mời các hacker từ khắp nơi trên thế giới tìm ra các cách khai thác trong ChromeOS, với các giải thưởng dành cho các cuộc tấn công.   Hai kỳ tích đã được chứng minh ở đó và kỳ tích thứ ba đã được chứng minh tại cuộc thi Pwn2Own năm đó.   Google đã vá các vấn đề trong vòng một tuần.

### Thiết kế Vật liệu và thời gian chạy ứng dụng cho Chrome
Mặc dù  Google Native Client  đã có sẵn trên ChromeOS từ năm 2010, ban đầu có rất ít ứng dụng Native Client và hầu hết các ứng dụng ChromeOS vẫn là ứng dụng web.   Tuy nhiên, vào tháng 6 năm 2014, Google đã công bố tại  Google I/O  rằng ChromeOS sẽ vừa đồng bộ hóa với điện thoại Android để chia sẻ thông báo vừa bắt đầu chạy các ứng dụng Android, được cài đặt trực tiếp từ  Google Play  . Điều này, cùng với việc mở rộng lựa chọn Chromebook, đã đặt nền móng cho sự phát triển ChromeOS trong tương lai.
mới  Material Design  Đồng thời, Google cũng đang hướng tới ngôn ngữ thiết kế  cho các sản phẩm của mình, ngôn ngữ này sẽ mang đến cho các sản phẩm web của mình cũng như  Android Lollipop  . Một trong những mục Thiết kế Material Design đầu tiên có trên ChromeOS là hình nền mặc định mới, mặc dù Google đã phát hành một số ảnh chụp màn hình của thử nghiệm Material Design cho ChromeOS nhưng chưa bao giờ được đưa vào phiên bản ổn định.

## Mục đích và hướng thiết kế

### Giao diện người dùng
Mục đích thiết kế dành cho giao diện người dùng của Google Chrome OS bao gồm giảm thiểu chiếm dụng không gian màn hình bằng cách kết hợp các ứng dụng và các trang Web tiêu chuẩn vào một dải thẻ đơn nhất, chứ không chia làm hai. Các nhà thiết kế đang cân nhắc một mô hình quản lý cửa sổ rút gọn chỉ có thể hoạt động khi ở trạng thái toàn màn hình. Các tác vụ thứ hai được xử lý với các "bảng" ("panel"): những cửa sổ đang hiển thị (floating) được cắt bớt bên dưới màn hình để dành không gian cho các tác vụ như chat hoặc chơi nhạc. Chia nhỏ các màn hình cũng được xem xét để có thể xem được 2 phần nội dung kề sát nhau. Google Chrome OS sẽ áp dụng lại những tính năng trong trình duyệt Chrome như offline mode, xử lý nền, và các thông báo. Các nhà thiết kế dự định sử dụng tính năng tìm kiếm và các thẻ được neo cố định như một cách định xứ và truy cập nhanh chong các ứng dụng.

### Kiến trúc
Trong các tài liệu thiết kế sơ bộ của dự án mã nguồn mở Chromium OS, Google mô tả một kiến trúc 3 tầng: firmware, trình duyệt và trình quản lý cửa sổ, và phần mềm lớp hệ thống và các dịch vụ userland.
- Tầng firmware góp phần giảm thời gian khởi động bằng cách không dò tìm phần cứng như ổ đĩa mềm, vốn không còn được dùng nhiều trên các máy tính, đặc biệt là netbook. Firmware cũng góp phần tăng tính bảo mật bằng cách kiểm tra lại từng bước trong quá trình khởi động kết hợp với phục hồi hệ thống.[12]
- Phần mềm lớp hệ thống bao gồm nhân Linux đã được vá để tăng hiệu suất khởi động. Phần mềm userland được rút gọn tối ưu, được quản lý bởi Upstart, có thể chạy các dịch vụ song song, sinh lại các công việc bị lỗi, và chặn các dịch vụ nhằm khởi động nhanh hơn.[12]
- Trình quản lý cửa sổ xử lý tương tác người dùng với nhiều cửa sổ client giống với những trình quản lý X window khác.[12]

### Hỗ trợ phần cứng
Google Chrome OS ban đầu được hướng đến các thiết bị thứ cấp như netbook, chứ không phải là các máy tính PC, và chạy trên phần cứng bao gồm một bộ xử lý x86 hoặc ARM. Mặc dù Chrome OS hỗ trợ các ổ đĩa cứng, Google đã yêu cầu các đối tác phần cứng sử dụng các ổ cứng thể đặc do có hiệu năng và độ tin cậy cao, mặt khác hệ điều hành không yêu cầu dung lượng lớn do chủ yếu truy cấp các ứng dụng và dữ liệu đặt trên máy chủ. Google Chrome OS sử dụng không gian đĩa bằng 1/60 so với Windows 7.
Các công ty phát triển phần cứng cho hệ điều hành bao gồm Hewlett-Packard, Acer, Adobe, Asus, Lenovo, Qualcomm, Texas Instruments, Freescale và Intel.
Tháng 12 năm 2009, Michael Arrington thuộc TechCrunch thông báo rằng Google đã tiếp cận ít nhất một nhà sản xuất phần cứng về việc xậy dựng một sản phẩm netbook Chrome OS. Theo các nguồn tin của Arrington, các thiết bị này có thể được cấu hình cho băng thông rộng di động và trợ cấp bởi một hoặc nhiều thiết bị mang.

## Phần cứng

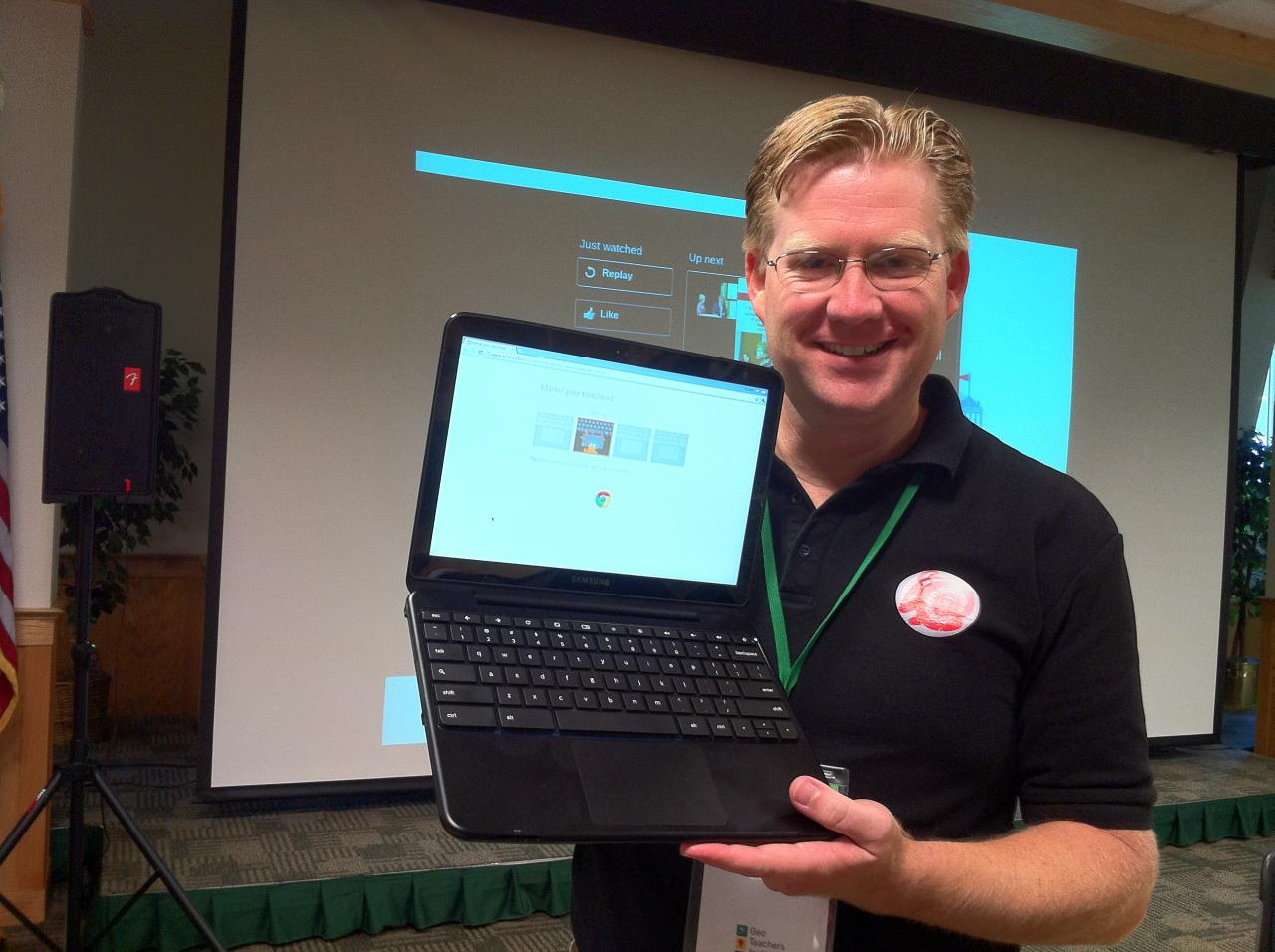
Chromebook

Máy tính xách tay chạy ChromeOS được gọi chung là "  Chromebook  ".   Đầu tiên là CR-48, một  thiết kế phần cứng tham chiếu  mà Google cung cấp cho những người thử nghiệm và đánh giá bắt đầu từ tháng 12 năm 2010. Tiếp theo là các máy bán lẻ vào tháng 5 năm 2011. Một năm sau, vào tháng 5 năm 2012, một thiết kế máy tính để bàn được tiếp thị là " Chromebox " đã được  phát  hành. của  Samsung  .   Vào tháng 3 năm 2015, mối quan hệ hợp tác với AOPEN đã được công bố và Chromebox thương mại đầu tiên đã được phát triển.
Đầu năm 2014,  LG Electronics  đã giới thiệu thiết bị đầu tiên thuộc dạng tất cả trong một mới có tên là "  Chromebase  ".   Các thiết bị Chromebase về cơ bản là phần cứng Chromebox bên trong màn hình có camera, micrô và loa tích hợp.
Chromebit  .  là một dongle HDMI chạy ChromeOS   Khi đặt vào khe HDMI trên  tivi  hoặc màn hình máy tính, thiết bị sẽ biến màn hình đó thành  máy tính cá nhân  .   Thiết bị đầu tiên được công bố vào tháng 3 năm 2015 là thiết bị Asus xuất xưởng vào tháng 11 năm đó và hết hạn sử dụng vào tháng 11 năm 2020.
Máy tính bảng Chromebook được Acer giới thiệu vào tháng 3 năm 2018 với Chromebook Tab 10. Được thiết kế để cạnh tranh với Apple iPad, nó có kích thước và độ phân giải màn hình giống hệt nhau cũng như các thông số kỹ thuật tương tự khác, một bổ sung đáng chú ý là bút cảm ứng nhãn hiệu Wacom không cần pin. hoặc sạc.
ChromeOS hỗ trợ thiết lập nhiều màn hình, trên các thiết bị có cổng ra video, USB 3.0 hoặc USB-C, ưu tiên loại sau.
Vào ngày 16 tháng 2 năm 2022, Google đã công bố phiên bản phát triển của  ChromeOS Flex  —một bản phân phối ChromeOS có thể được cài đặt trên phần cứng PC thông thường để thay thế các hệ điều hành khác như Windows và macOS.   Nó tương tự như  CloudReady  , một bản phân phối ChromeOS mà các nhà phát triển đã được Google mua lại vào năm 2020

## Phần mềm
Phần mềm và các bản cập nhật bị giới hạn trong thời gian thiết bị còn được hỗ trợ. Mỗi kiểu thiết bị được sản xuất để chạy Chrome OS có thời hạn hỗ trợ cập nhật khác nhau, với tất cả các thiết bị mới được phát hành vào năm 2020 trở lên được đảm bảo sẽ có thời hạn sử dụng tối thiểu là 8 năm kể từ ngày phát hành đầu tiên.

## Các ứng dụng

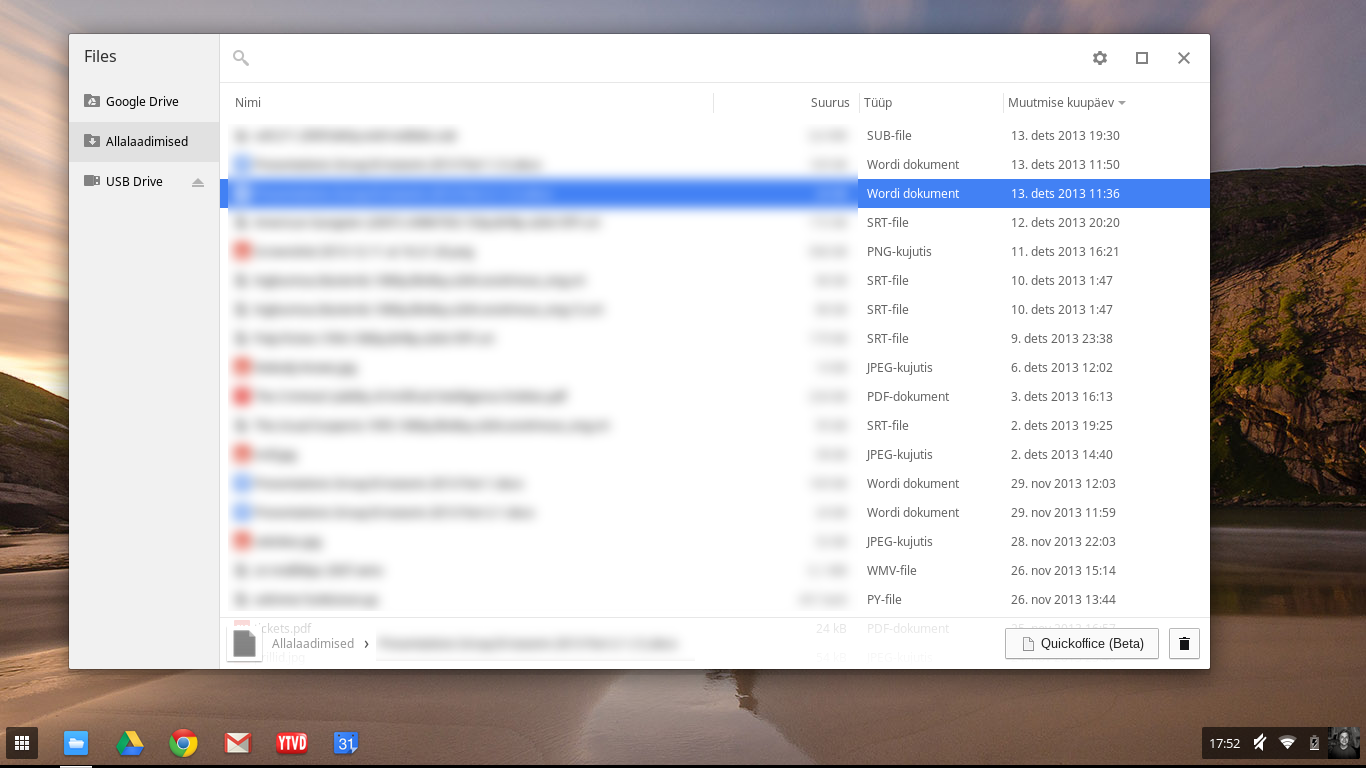
Màn hình trình quản lý tập tin mặc định của ChromeOS bằng tiếng Estonia.

Từ năm 2013 đến tháng 1 năm 2020, Google khuyến khích các nhà phát triển không chỉ xây dựng các ứng dụng Web thông thường cho ChromeOS mà còn cả Ứng dụng Chrome (trước đây gọi là Ứng dụng đóng gói). Vào tháng 1 năm 2020, nhóm Chrome của Google đã công bố ý định ngừng hỗ trợ các Ứng dụng Chrome để thay vào đó là "  các ứng dụng web tiến bộ  " (PWA) và  các tiện ích mở rộng của Chrome  . Vào tháng 3 năm 2020, Google đã ngừng chấp nhận Ứng dụng Chrome công khai mới cho cửa hàng trực tuyến. Theo Google, hỗ trợ chung cho Ứng dụng Chrome trên ChromeOS sẽ vẫn được bật mà không yêu cầu bất kỳ cài đặt chính sách nào cho đến tháng 6 năm 2022.
Từ góc độ người dùng, Ứng dụng Chrome giống với các ứng dụng gốc thông thường: chúng có thể được khởi chạy bên ngoài trình duyệt Chrome, ngoại tuyến theo mặc định, có thể quản lý nhiều cửa sổ và tương tác với các ứng dụng khác.

#### Trình phát media tích hợp, trình quản lý tập tin
Google đã tích hợp  trình phát đa phương tiện  vào cả ChromeOS và trình duyệt Chrome, cho phép người dùng phát lại MP3, xem JPEG và xử lý các tệp đa phương tiện khác mà không cần kết nối. Việc tích hợp cũng hỗ trợ  các video DRM  .
ChromeOS cũng bao gồm một trình quản lý tệp tích hợp, giống như những trình quản lý được tìm thấy trên các hệ điều hành khác, với khả năng hiển thị các thư mục và tệp chứa trong đó từ cả Google Drive và bộ nhớ cục bộ, cũng như xem trước và quản lý nội dung tệp bằng nhiều ứng dụng Web khác nhau. , bao gồm  Google Documents  và  Box  . Kể từ tháng 1 năm 2015, ChromeOS cũng có thể tích hợp các nguồn lưu trữ bổ sung vào trình quản lý tệp, dựa vào các tiện ích mở rộng đã cài đặt sử dụng API Nhà cung cấp Hệ thống Tệp.

#### Truy cập ứng dụng từ xa và truy cập máy tính để bàn ảo
Vào tháng 6 năm 2010, kỹ sư phần mềm của Google, Gary Kačmarčík đã viết rằng ChromeOS sẽ truy cập các ứng dụng từ xa thông qua một công nghệ được gọi không chính thức là  "Chromoting"  , giống với  Remote Desktop Connection  của Microsoft . Tên này đã được đổi thành  "  Chrome Remote Desktop  "  và giống như "chạy một ứng dụng thông qua  Dịch vụ máy tính từ xa  hoặc bằng cách kết nối lần đầu với máy chủ bằng RDP hoặc VNC". Lần ra mắt đầu tiên của máy tính xách tay ChromeOS (Chromebook) cho thấy sự quan tâm đến việc cho phép người dùng truy cập máy tính để bàn ảo.

### Ứng dụng Android
Tại  Google I/O  2014, một  bằng chứng về khái niệm  cho thấy các ứng dụng Android, bao gồm  Flipboard  , chạy trên ChromeOS đã được trình bày.   Vào tháng 9 năm 2014, Google đã giới thiệu phiên bản beta của  App Runtime cho Chrome  (ARC), cho phép sử dụng các ứng dụng Android đã chọn trên ChromeOS, sử dụng  môi trường dựa trên Native Client  cung cấp nền tảng cần thiết để chạy phần mềm Android.   Các ứng dụng Android không yêu cầu bất kỳ sửa đổi nào để chạy trên ChromeOS nhưng có thể được sửa đổi để hỗ trợ tốt hơn cho môi trường chuột và bàn phím.   Khi được giới thiệu, hỗ trợ ChromeOS chỉ khả dụng cho một số ứng dụng Android được chọn.
Vào năm 2016, Google đã giới thiệu khả năng chạy ứng dụng Android trên các thiết bị ChromeOS được hỗ trợ với  truy cập vào Google Play  toàn quyền  .  Giải pháp dựa trên Máy khách gốc trước đây đã bị loại bỏ để thay thế bằng một  vùng  chứa các khung và phần phụ thuộc của Android (ban đầu dựa trên  Android Marshmallow  ), cho phép các ứng dụng Android có quyền truy cập trực tiếp vào nền tảng ChromeOS và cho phép HĐH tương tác với các hợp đồng Android như như chia sẻ.   Giám đốc kỹ thuật Zelidrag Hornung giải thích rằng ARC đã bị loại bỏ do những hạn chế của nó, bao gồm cả tính không tương thích với  Bộ công cụ phát triển bản địa Android (NDK)  và rằng nó không thể vượt qua bộ kiểm tra khả năng tương thích của chính Google.

### Ứng dụng Linux
Tất cả các Chromebook được sản xuất từ năm 2018 và nhiều mẫu máy trước đó đều có thể chạy các ứng dụng Linux.  Giống như các ứng dụng Android, những ứng dụng này có thể được cài đặt và khởi chạy cùng với các ứng dụng khác. Google duy trì danh sách các thiết bị ra mắt trước năm 2019, hỗ trợ ứng dụng Linux.
Kể từ năm 2013, người ta đã có thể chạy các ứng dụng Linux trong ChromeOS thông qua việc sử dụng  Crouton  , một tập lệnh của bên thứ ba cho phép truy cập vào bản phân phối Linux như  Ubuntu  . Tuy nhiên, vào năm 2018, Google đã thông báo rằng các ứng dụng Linux dành cho máy tính để bàn đã chính thức có mặt trên ChromeOS. Lợi ích chính được Google tuyên bố về hỗ trợ ứng dụng Linux chính thức của họ là nó có thể chạy mà không cần bật chế độ nhà phát triển, giữ nhiều tính năng bảo mật của ChromeOS.  Nó đã được chú ý trong mã nguồn ChromeOS vào đầu năm 2018. Các phần đầu của Crostini đã được cung cấp cho  Google Pixelbook  thông qua kênh nhà phát triển vào tháng 2 năm 2018 dưới dạng một phần của ChromeOS phiên bản 66, và nó được bật theo mặc định thông qua kênh beta để thử nghiệm trên nhiều loại Chromebook vào tháng 8 năm 2018 với phiên bản 69.

#### Kiến trúc
Dự án hỗ trợ các ứng dụng Linux trong ChromeOS của Google được gọi là  Crostini  , được đặt tên theo  món khai vị làm từ bánh mì của Ý  và là một cách chơi chữ của Crouton.   Crostini chạy một máy ảo thông qua một trình giám sát máy ảo có tên  crosvm  tích hợp của Linux  , sử dụng công cụ ảo hóa KVM  .   Mặc dù crosvm hỗ trợ nhiều máy ảo, nhưng máy được sử dụng để chạy các ứng dụng Linux, Termina, chứa nhân ChromeOS cơ bản dựa trên  Gentoo  , trong đó nó chạy các bộ chứa dựa trên  LXD  . Vì sự ổn định và phục hồi, không có ứng dụng Linux nào chạy trên chính máy ảo;   mọi  hệ sinh thái vùng người dùng  Linux đã cài đặt đều chạy trong một  vùng chứa  biệt lập , tất cả đều được triển khai và quản lý bởi máy ảo. Theo mặc định, một vùng chứa được cung cấp cùng với bản cài đặt gốc của  Debian  . Người dùng có thể cài đặt các chương trình cho bản cài đặt này bằng cách sử dụng các công cụ như  APT  trong vùng chứa hoặc có thể cấp quyền truy cập vào  các tệp .deb  được lưu trữ trên chính ChromeOS, được sao chép và cài đặt vào vùng chứa. Người dùng cũng có thể cấp quyền truy cập riêng lẻ vào từng tệp hoặc thiết bị USB.

## Tiếp nhận
Khi vừa mới ra, Chrome OS được xem như là một đối thủ cạnh tranh với Microsoft, cả trực tiếp với Microsoft Windows cũng như gián tiếp với các ứng dụng xử lý văn bản và bảng tính thông qua sự phụ thuộc của hệ điều hành Chrome trên điện toán đám mây. Nhưng giám đốc kỹ thuật của Chrome OS Matthew Papakipos lập luận rằng hai hệ điều hành này sẽ không hoàn toàn trùng nhau trong chức năng vì Chrome OS dành cho netbook, mà thiếu sức mạnh tính toán để chạy một chương trình cần nhiều nguồn lực như Adobe Photoshop.